# Ealing
Ealing è un quartiere facente parte del borgo londinese omonimo, situato a 12,4 km ad ovest di Charing Cross.
Ealing è uno dei maggiori centri urbani di Londra, ed è spesso soprannominata come "La regina dei sobborghi" (Queen of the Suburbs).

## Origine del nome
Il nome Sassone di Ealing fu certificato intorno al 1700 come "Gillingas", che significa "luogo della gente alleata con Gilla", dal nome proprio Gilla e dal suffisso "-ingas", che in inglese antico significa "gente di".
Nel corso dei secoli il nome è mutato diverse volte, diventando Yealing, Zelling, Eling fino all'attuale Ealing che risale al diciannovesimo secolo, epoca in cui divenne il nome definitivo.

## Storia
Gli scavi archeologici hanno dimostrato che alcune zone della cittadina sono state abitate da almeno 7000 anni: nei pressi di Horsenden Hill sono stati scoperti resti d'insediamenti risalenti all'Età del ferro. Il più antico censimento inglese pervenutoci è quello di Ealing del 1599, che registra i nomi degli abitanti del villaggio, assieme alle età, le occupazioni e le parentele. Tal archivio è oggi conservato al Public Record Office.
La chiesa locale di St. Mary risale agli inizi del dodicesimo secolo, quando attorno ad essa furono costruiti i primi insediamenti. La diocesi fu suddivisa in distretti come Gunnersbury e Pitshanger coltivati a frumento, segale ed orzo e si allevavano mucche, pecore e pollame.
Nel 1698 la chiesa di St. Mary fondò la Grat Ealing School, definita la più raffinata scuola privata in Inghilterra, e frequentata da molti allievi famosi come William S. Gilbert e il Cardinale Newman. Con la progressiva urbanizzazione, la scuola cadde in declino e chiuse i battenti nel 1908. La prima mappa della città fu realizzata nel diciottesimo secolo.
Con la prima rivoluzione industriale, i più ricchi iniziarono a considerare Ealing come un'oasi al riparo dallo smog e dal traffico, e perciò in molti vi si trasferirono, dato che, fino a questo momento il quartiere era stato una zona dedita all'agricoltura.
Lo sviluppo del commercio portò all'apertura di numerose locande per mercanti e viaggiatori che percorrevano Uxbridge Road verso Londra, dove potevano dormire e cambiare i cavalli.
Il villaggio si espanse di riflesso all'espansione di Londra finché, durante il periodo Vittoriano, divenne una città: ciò implicava la costruzione di strade, scuole ed altri edifici pubblici, assieme al drenaggio delle paludi.
Nel 1901 il distretto urbano di Ealing divenne un municipal borough, venne aperto il Walpole Park ed inaugurato il tram elettrico lungo Uxbridge Road.
Nel 1984 è stato aperto un grande centro commerciale, che alterò drasticamente il centro cittadino.
A mezzanotte di giovedì 2 agosto 2001, la vita della cittadina fu squassata dalla detonazione di una bomba di 40 kg, nascosta in un veicolo, che esplose vicino alla stazione della metro Ealing Broadway, danneggiando i numerosi negozi posti nelle vicinanze. L'attacco, attribuito agli "Irish Dissidents", membri di Real IRA, causò il ferimento di sette persone, benché queste riportarono ferite superficiali.

## Società

### Etnie
Ealing ha una grande comunità polacca, che si sviluppò durante la Seconda guerra mondiale quando i piloti polacchi che combatterono la Battaglia d'Inghilterra decollavano dal vicino aeroporto della RAF a Northolt, dove si trova un monumento ai caduti polacchi. La comunità è cresciuta considerevolmente a partire dal 2004, anno dell'ingresso della Polonia nell'Unione europea, dato che fu consentito il libero accesso dei migranti a scopo lavorativo in Regno Unito.
Nelle vicinanze della stazione di Broadway vi è la chiesa cattolica polacca che testimonia la presenza di una comunità particolarmente numerosa e devota.
Dal 2001, Ealing è gemellata con Bielany, sobborgo di Varsavia, la capitale polacca.

## Media

### Cinema

#### Ealing Studios
Ealing è meglio conosciuta per i suoi studi cinematografici, i più antichi del mondo e famosi soprattutto per le Ealing Comedies, tra cui Kind Hearts and Coronets, Passport to Pimlico, La signora omicidi (The Ladykillers) e The Lavender Hill Mob.
Nel 1955 gli studi vennero rilevati dalla BBC, che li impiegò per girare programmi televisivi che spaziavano da Doctor Who al Monty Python's Flying Circus. Più recentemente, sono stati girati film come Notting Hill, The Importance of Being Earnest, Star Wars: Episodio II - L'attacco dei cloni.